# Terroso
Terroso ist ein Ort und eine ehemalige Gemeinde im Norden Portugals. Bekannt ist der Ort für seine eisenzeitliche Fundstelle, die Cividade de Terroso.

## Geschichte
Die Mamoa de Sejães und andere Mamoas und Antas belegen eine vorgeschichtliche Besiedlung des Gemeindegebiets. Die hiesige Siedlung aus der Castrokultur wurde nach Eintreffen der Römer ab dem 5. Jahrhundert v. Chr. romanisiert.
Das älteste Dokument der Ortschaft stammt aus dem Jahr 953 n. Chr. 
Im 17. Jahrhundert führte das Aqueduto de Santa Clara, ein Aquädukt mit 999 Bögen, das hier entspringende Wasser zum Kloster Santa Clara in Vila do Conde.
Bis zu den Verwaltungsreformen nach der Liberalen Revolution 1822 war Terroso eine Gemeinde im Kreis Barcelos, um seither zu Póvoa de Varzim zu gehören.
Mit der kommunalen Neuordnung 2013 wurden die Gemeinden Terroso, Aver-o-Mar und Amorim aufgelöst und zur neuen Gemeinde Aver-o-Mar, Amorim e Terroso zusammengeschlossen.

## Verwaltung

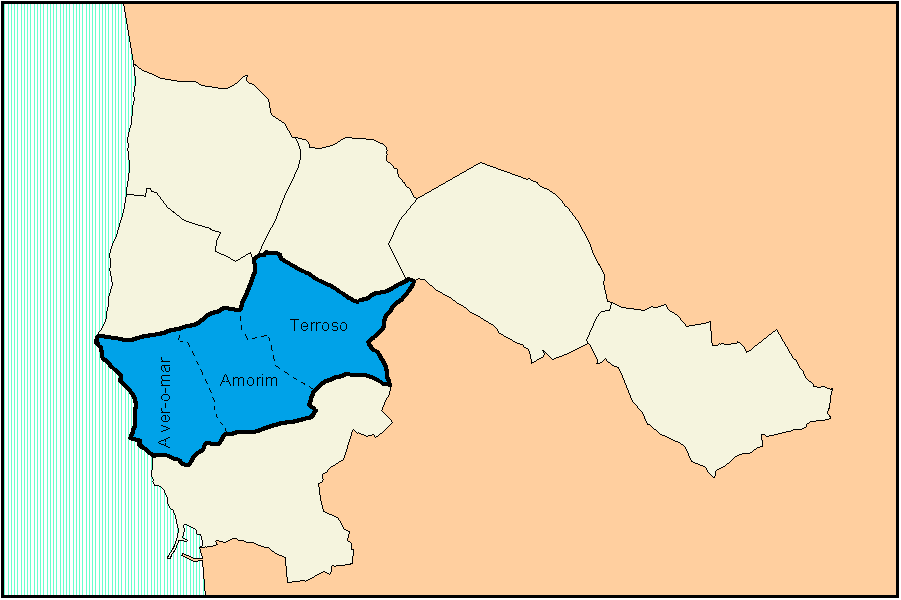
Lage der ehemaligen Gemeinde Terroso im Gemeindezusammenschluss, im Kreis Póvoa de Varzim

Terroso war eine Gemeinde (Freguesia) im Kreis (Concelho) von Póvoa de Varzim im Distrikt Porto. Die Gemeinde hatte eine Fläche von 6,7 km² und 2527 Einwohner (Stand 30. Juni 2011).
Folgende Ortschaften liegen im Gebiet der ehemaligen Gemeinde:
| - Boavista - Carregal - Certainha - Ordem - Paranho - Passô | - Pé do Monte - Póvoas - Santo António - São Lourenço - São Pedro - São Salvador | - Sandim - Sejães - Terroso - Vilar |

Mit der Gebietsreform in Portugal am 29. September 2013 wurden die Gemeinden Terroso, Aver-o-Mar und Amorim zur neuen Gemeinde União das Freguesias de Aver-o-Mar, Amorim e Terroso zusammengeschlossen. Aver-o-Mar wurde Sitz der neuen Gemeinde, während die ehemalige Gemeindeverwaltung in Terroso als Bürgerbüro bestehen blieb.